# Nyikolaj Jegorovics Zsukovszkij
Nyikolaj Jegorovics Zsukovszkij, oroszul Николай Егорович Жуковский (Orehovo, ma Vlagyimiri terület, 1847. január 17. (Julián-naptár szerint január 5.) – Moszkva, 1921. március 17.) orosz matematikus, fizikus, mérnök, az áramlástan (aerodinamika és hidrodinamika) jelentős kutatója, a repülés fizikai alapfeltételeinek elemzője és elméletének kidolgozója. A repülés tudományának egyik, nemzetközileg elismert szaktekintélyének, az aero- és hidrodinamika tudományágak megalapítójának, „az orosz repülés atyjának” tekintik. Elméleti munkásságának eredménye a nevét viselő matematikai transzformáció és függvény, az általa számított elméleti szárnyprofil (régies, de a műszaki irodalomban elterjedt írásmódokkal Joukovsky-, Zhukovsky-, Jowkowski- vagy Kutta–Joukowksky profil) ma is a repülőgép-, hajó- és rakétatervezés tudományának alapkövei.

## Élete

### Ifjúság, pályakezdés
Nyikolaj Zsukovszkij mérnökcsaládba született, Orehovo községben, a Vlagyimiri terület szobinkai kerületében. Apja, Jegor Zsukovszkij postamérnök volt. Fia a moszkvai IV. sz. fiúgimnázium elvégzése után, 1864-ben a szentpétervári műszaki főiskolán utász-mérnöki ismereteket kezdett tanulni, majd a moszkvai egyetem matematikai–fizikai karára iratkozott be. Itt magas szintű alkalmazott matematikát tanult, ebből diplomázott 1868-ban. Ettől az évtől a szentpétervári műszaki intézet főiskolában vállalt tanári állást, de itteni működését nem kísérte siker. Doktori disszertációján dolgozva tanított 1870-től a moszkvai II. sz. leánygimnáziumban. Két év után, 1872-ben meghívták a moszkvai Cári Műszaki Főiskolára (ma: N.E. Baumann Moszkvai Állami Műszaki Egyetem, MGTU), ahol matematika tanári kinevezést kapott. 1874-től már elméleti mechanikát is oktatott itt.
1876-ban sikerrel megvédte doktori disszertációját, amelynek témája a folyadékok mechanikája volt. Doktori címének megszerzése után Zsukovszkij számára egy, a folyadékok mechanikájának tanulmányozására specializált tanszéket alapítottak a Moszkvai Állami Egyetemen (ma: Állami Moszkvai Lomonoszov Egyetem).
1882-ben a Moszkvai Egyetem elfogadta Zsukovszkij nagydoktori disszertációját, amelyet a mozgás stabilitásáról írt. Ezután az Egyetemen dolgozott. A hidrodinamika területén elért tudományos sikerei nyomán több nemzetközi tudományos díjat kapott, így 1885-ben a folyadékok mechanikája területén kifejtett elméleti munkásságáért elnyerte a Braschman-díjat. 1886-ban megalapította az Elméleti Mechanikai Intézetet (Tanszéket). Felépített egy aerodinamikai laboratóriumot, és kinevezték a számára újonnan létesített Mechanikai Intézet vezetőjévé. A kor számos jó nevű repülőgéptervezőjét és repülőgépmotor-konstruktőrét képezte. Tanítványai voltak többek között Janyisz Davidovics Akkerman, Alekszandr Alekszandrovics Arhangelszkij, Nyikolaj Boriszovics Gyelone, Leonyid Szamuelovics Lejbenzon, a későbbi akadémikus, és mások.
1886-ban írt tanulmányában („Homogén, összenyomhatatlan folyadékkal feltöltött üreges merev test mozgásáról”) tett világos és pontos elméleti megállapításai a 20–21. század fordulóján is előremutatónak számítanak.

### Kutatómunkája, tudományos eredményei
Zsukovszkij elméleti kutatásokat és számításokat végzett a felhajtóerő, az örvényes áramlás és az áramlási stabilitás kérdéseiben. Számításait gyakorlati kísérlettel és mérésekkel is ellenőrizte, az ezekből nyert megfigyeléseit ismét elméleti számításokkal támasztotta alá. A hidrodinamika területén Zsukovszkij kutatásai alapján megoldást találtak arra, hogy a nyomáslökések ne robbantsák szét a hidraulikus tömlőket és vezetékeket. Más kutatási eredményeit a vízgazdálkodásban hasznosították.
Már 1890-ben intenzív érdeklődést tanúsított a repülés iránt. Kísérletei során forgó körlemezeket és hengereket helyezett a légáramlásba, és arra törekedett, hogy jobban megértse és helytálló elmélettel alátámassza a gyakorlati kísérletekkel már bebizonyított Magnus-hatást és a felhajtóerőt. 1895-ben Zsukovszkij professzor Berlinben meglátogatta Otto Lilienthalt, aki siklórepülőket tervezett és készített. Zsukovszkij több siklógép repülésén részt vett, megfigyeléseiről feljegyzéseket készített. Nagy hatást tett rá Lilienthal munkássága. Megvásárolta és Moszkvába szállíttatta Lilienthal egyik siklógépét. Néhány évvel később Zsukovszkij megkezdte aerodinamikai kutatásainak eredményeit rendszeres egyetemi előadásokon ismertetni. 1906-ban a moszkvai Természettudományos Társaság előtt tartott előadásán elmondta: „A repülés területén az elmúlt évek legfontosabb találmánya Otto Lilienthal német mérnök repülő gépezete.”

A szárnyprofil geometriája

Ő volt az első mérnök-tudós, aki a matematikai analízis módszerével közelítette meg a felhajtóerő keletkezését. 1906-ban két közleményben is publikálta azt a komplex számokra épülő matematikai leírást, amellyel kimutatta, hogy az ideális folyadék áramlásába helyezett profilon keletkező felhajtóerő a profil körül keletkezett cirkulációval arányos. Zsukovszkij tétele szerint az áramlásra merőleges irányban végtelen kiterjedéssel rendelkező szárnyprofil egységnyi hosszán az áramló közeg sűrűségének, a közeg megfúvási sebességnek és a cirkuláció szorzatának egyenesen arányos felhajtóerő ébred. Mivel kimutatták, Martin Kutta német tudós egy 1902-ben megjelent tanulmányában szintén leírta, a tételt és a módszert világszerte mindmáig Kutta–Zsukovszkij-transzformációnak nevezik. Az általa kidolgozott konform leképezéssel (transzformációval) Zsukovszkij elsőként bizonyította be a aerodinamikai szárnyprofil alaki elemeinek fontosságát: az első él lekerekített formáját (a torlópont stabilizálása miatt), a felület simaságát, a profil kerületének konvex és egyenes szakaszait és a hegyes szögű kilépőélt. Zsukovszkij transzformációja segítségével sikerült az első olyan szárnyprofilokat megtervezni, amelyeken az előre kiszámított felhajtóerő keletkezett.
1902-ben ő vezette a világ legelső szélcsatornájának építését Moszkvában. 1904-ben a Moszkvához közeli Kucsino helységben megalapította Európa első aerodinamikai kutatóintézetét, a Cári Aerohidrodinamikai Intézetet.

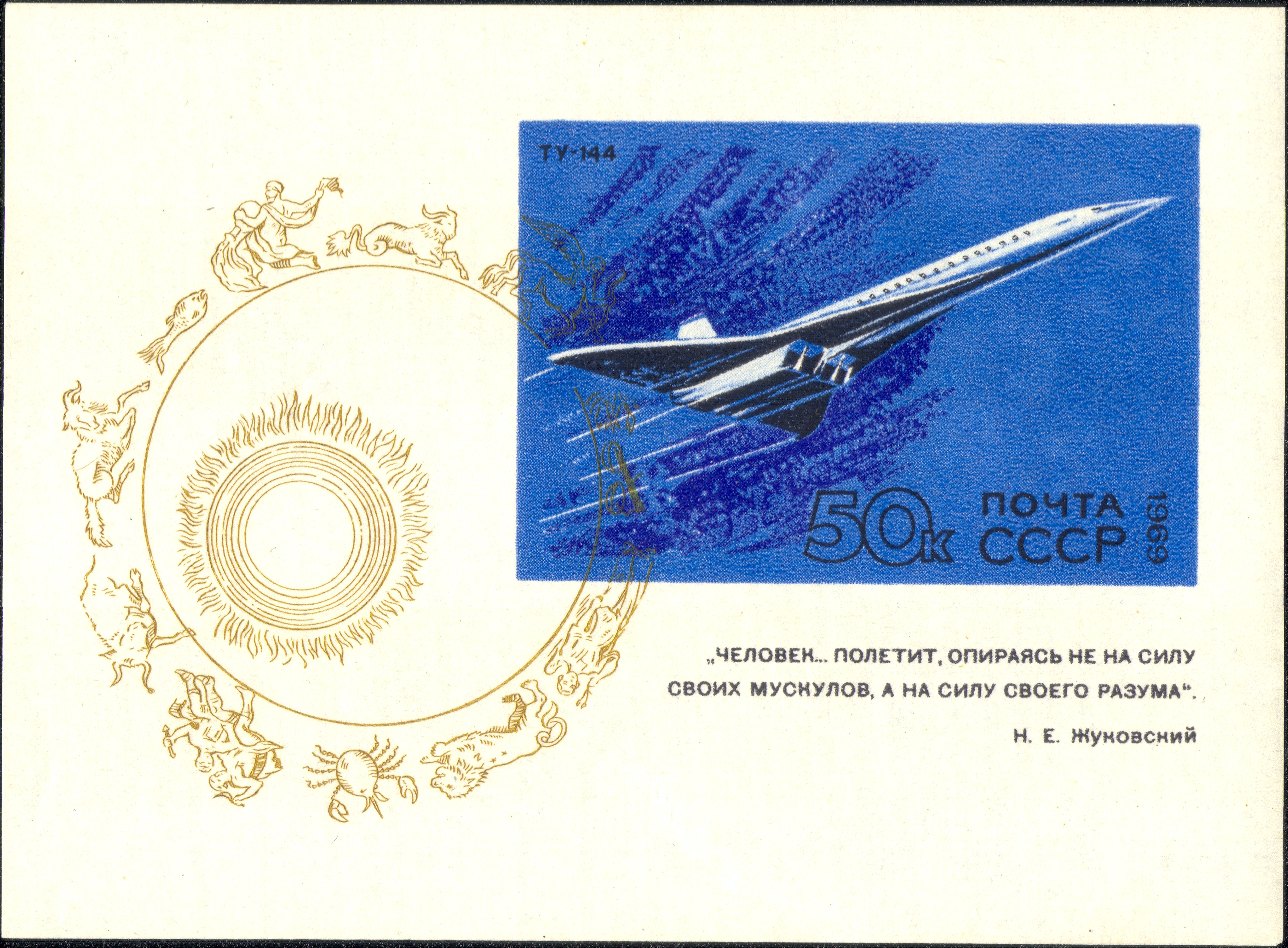
A szovjet Tu–144 szuperszonikus utasszállító repülőgép 1969-es emlékbélyegen

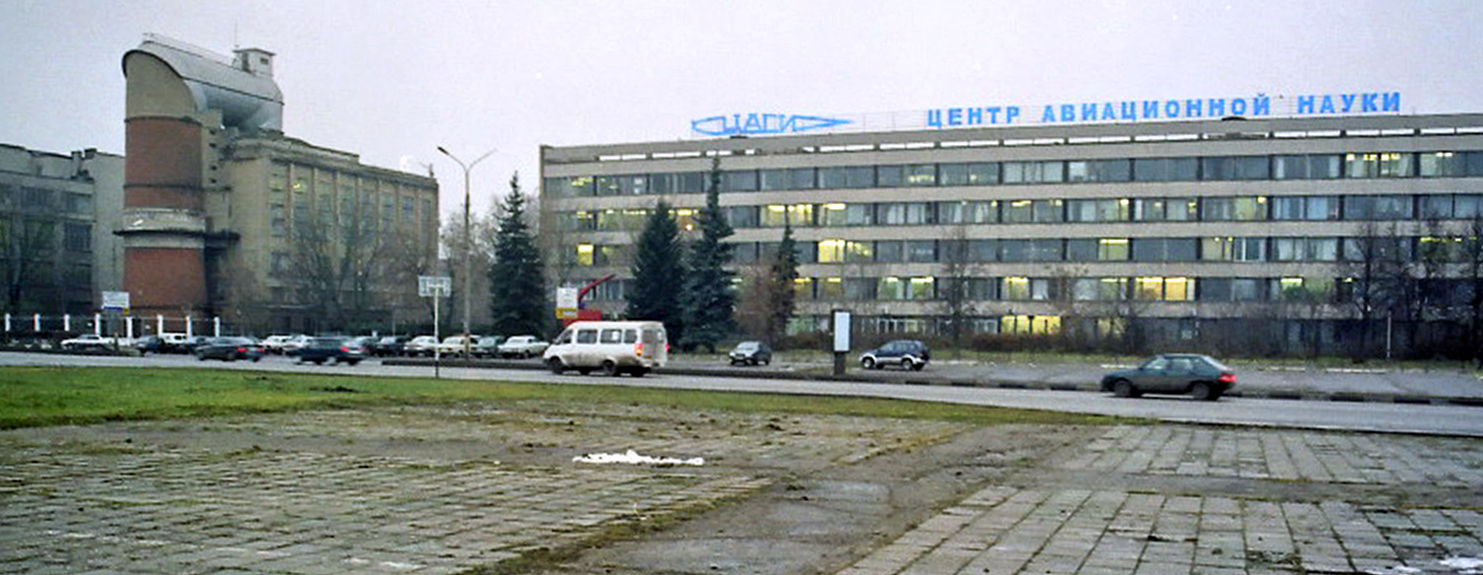
A moszkvai CAGI intézet (baloldalt a kísérleti szélcsatorna)

A Moszkvai Műszaki Egyetemen 1911–12-től kezdve a világon elsőként ő kezdte oktatni a repüléselméletet, mint rendszeres tantárgyat. Az oktatás alapját Zsukovszkij saját elméleti tudományos kutatásai és az általa alapított fizikai laboratóriumok kísérleti eredményei képezték.
1912–18 között kidolgozta légcsavar-elméletét, először a hajócsavarokra alkalmazva. Ennek alapján fejlesztették a későbbi légcsavarokat. Vizsgálta a hajók hosszirányú imbolygásának okait, a hajók stabilitásának kérdéseit, foglalkozott a hidromechanika, matematika és csillagászat számos problémájával. Dolgozott a vízellátás műszaki feladatain is. Ő dolgozta ki a mozgó folyadékoszlop dinamikus lefékezésekor fellépő erőhatás, az ún. vízütés vagy folyadékütés egyenleteit. Az első világháború idején a harci pilótákat oktatta az aerodinamika tudományára. 1915-ben Oroszországban elsőként ő kezdte vizsgálni a repülőgépekről való bombavetés elméleti fizikai problémáit.
1918-ban megszervezte a Központi Aero- és Hidrodinamikai Intézetet (orosz nevének közismert rövidítése: „CAGI”). 1918. december 1-jén kinevezték az általa alapított intézet első igazgatójává.
1919-ben több tanártársával együtt megalapította a Repülési Műszaki Főiskolát, amelyből 1922-ben megalakult a Légierő „N. J. Zsukovszkij professzor” Katonai Repüléstechnikai és Repülőmérnöki Akadémiája.
Élete során Zsukovszikj több mint 200 tudományos közleményt jelentetett meg a folyadékok mechanikája szakterületén. 1920-ban megalapította a Zsukovszkij-díjat, amellyel minden évben a legjobb matematikai és mechanikai értekezések szerzőit tüntetik ki.

## Emléke
1921-ben, 74 éves korában hunyt el. A CAGI intézet vezetését Szergej Csapligin vette át. (Utódja később Tupoljev repülőgép-tervező lett).
Az intézet egyes részlegei 1935-ben a Moszkvától 40 km-re fekvő Otdih (Отдых) településre költöztek. Az intézeti egységek körül fejlődő város 1938-ban felvette Sztahanov nevét (Sztahanovo). 1940-ben az egész intézet ideköltözött, 1947-ben a Szovjetunió Legfelső Tanácsának határozata alapján a települést Zsukovszkijnak nevezték el. A város ma is intézetet alapító tudósának, az „orosz repülés atyjának” nevét viseli. Az intézet és a repülő-műszaki főiskola a Szovjetunió idején a szovjet, ma ismét az orosz repüléstechnikai és űrrepülési kutatás–fejlesztés legfontosabb központja, itt tervezték a Buran űrsiklót és az Enyergija hordozórakétát is.
Születésének 100. évfordulója, 1947. január 17. óta minden évben két Zsukovszkij-emlékérmet adnak át a repüléstechnika területén legeredményesebb kutatóknak. Összegyűjtött műveit 1935–1950 között 25 kötetbe foglalva adták ki.
Zsukovszkij tiszteletére a Holdon is elneveztek egy krátert (Zsukovszkij-kráter).

## További információ
- Korényi Zoltán – Tolnai Béla (szerk.). Az áramlástan és hőtan úttörői. Életrajzi gyűjtemény. Budapest: BME Gépészmérnöki kar (1978)